# Fivizzano
Fivizzano là một đô thị và thị xã của Ý. Đô thị này thuộc tỉnh Massa-Carrara trong vùng Toscana. Fivizzano có diện tích 180 km2, dân số theo ước tính năm 2005 của Viện thống kê quốc gia Ý là 8947 người. 
Các đơn vị dân cư:
Đô thị Fivizzano giáp với các đô thị: